# 高規格幹線道路
高規格幹線道路（こうきかくかんせんどうろ、英: Arterial High‐standard Highway）とは、かつて制定されていた、高速自動車国道を中心に一般国道の自動車専用道路と本州四国連絡道路を加えた全国的な自動車交通網を形成する自動車専用道路であり、自動車が高速かつ安全に走行できるような構造となっている道路のことである。
1966年（昭和41年）に成立した国土開発幹線自動車道建設法を、その後の交通状況の変化に応じて修正を加えて計画された道路網のことで、1987年（昭和62年）6月26日の道路審議会答申を受け、閣議決定された第四次全国総合開発計画（四全総）によって構想された。四全総では、これまでの全国総合開発計画（全総）の見直しが行われ、人口や諸機能が東京に集中する東京一極集中や、地方圏での雇用問題の深刻化、国際化へ対応するために「多極分散型の国土構築」を基本理念に、開発方式「交流ネットワーク構想」によって実現することが提唱された。この中の主要プロジェクトに位置づけられたのが、14,000 kmからなる高規格幹線道路網計画である。

## 指定動向
高規格幹線道路は1966年（昭和41年）に既に指定されていた国土開発幹線自動車道（32路線、7,600 km）に新たな高速道路を追加して、国土開発幹線自動車道（国幹道道法に基づく高規格幹線道路〈高速自動車国道〉、43路線、11,520 km）、一般国道の自動車専用道路（高速自動車国道に並行する一般国道自動車専用道路および、国土交通大臣指定に基づく高規格幹線道路（一般国道の自動車専用道路）、合計2,300 km）に、本州四国連絡橋公団（現・本州四国連絡高速道路株式会社）の管理する本州四国連絡道路（3路線、180 km）を合わせた合計延長14,000 kmの道路からなる。本州四国連絡道路を除いた既定計画7,600 kmから新たに追加された路線のうち、約3,920 kmが国土開発幹線自動車道に指定され、残りの約2,300 kmが国土交通大臣指定に基づく高規格幹線道路（一般国道の自動車専用道路）とされた。
2023年（令和5年）、国土交通省は「高規格幹線道路」と一体で地域構造を強化する道路と位置付けられながら計画策定手続きが異なっていた「地域高規格道路」について、両者を統一して新たに「高規格道路」と位置付け、一体的な道路ネットワークとして路線網のスクラップアンドビルドを図る方針を示した。

## 要件
従前の国土開発幹線自動車道（7,600 km）、本州四国連絡道路（180 km）と接続し、次のいずれかに該当するものとされる。
1. 地域発展の拠点となる地方の中心都市を効率的に連絡し、地域相互の交流の円滑化に資するもの。
2. 大都市圏において近郊地域を環状的に連絡し都市交通の円滑化と広域的な都市圏の形成に資するもの。
3. 重要な空港・港湾と高規格幹線道路を連絡し、自動車交通網と空路・海路の有機的な結合に資するもの。
4. 全国の都市、農村地区から概ね1時間以内で到達し得るネットワークを形成するために必要なもので、全国の高速交通サービスの均てんに資するもの。
5. 国幹道の重要区間における代替ルートを形成するために必要なもので、災害の発生等に対し、高速交通システムの信頼性の向上に資するもの。
6. 国幹道の混雑の著しい区間を解消するために必要なもので、高速交通サービスの改善に資するもの。

## 整備体系による分類
高規格幹線道路（約14,000 km）の路線については、各項目の路線名表を参照。
- 国幹道法に基づく高規格幹線道路（国土開発幹線自動車道〈国幹道〉）
  - 国土開発幹線自動車道建設法に基づき建設することが定められた高規格幹線道路の1つ。現在の総距離は、未開通区間も含め11,520 kmとなっている[3]。予定路線のうち基本計画が決定した区間から順次政令で高速自動車国道の路線を指定する。
  - 高速自動車国道：（A路線）
    - 高速自動車国道法第四条（高速自動車国道の意義及び路線の指定）に基づく、高速自動車国道の路線を指定する政令でその路線を指定されたもの。本来、国道の建設及び管理は道路管理者である国土交通大臣が行うことになっているが高速自動車国道については法令により東日本・中日本・西日本の各高速道路会社（民営化以前は日本道路公団）に委任されている。
    - 高速自動車国道として建設すべき道路の予定路線（国土開発幹線自動車道の予定路線を除く）のうちから政令でその路線を指定したもの
      - 成田国際空港線、関西国際空港線、関門自動車道、沖縄自動車道の4路線が指定されている。

  - 高速自動車国道に並行する一般国道自動車専用道路：（A'路線）
    - 本来高速自動車国道で整備される路線のうち全区間整備の必要性は低いが、部分的にこれに並行して混雑解消や山間部の隘路解消のため一般国道の整備が急務となっている一部区間を先行整備した道路。高速自動車国道へ編入されることもある。税金（国土交通省整備の場合、国と県の建設費負担は2対1。）又は追加で東日本・中日本・西日本の各高速道路会社（民営化以前は日本道路公団）等から建設費を投入されて建設。
- 国土交通大臣指定に基づく高規格幹線道路（一般国道の自動車専用道路）：（B路線）
  - 道路法第48条の2に基づき、国土交通大臣が指定した道路。一般国道のバイパス道路となるため建設費用負担はA'路線に準じる。現在の総距離は、未開通区間を含め約2,480 kmとなっている[3]。
  - 本州四国連絡道路
    - B路線に準じる。総距離は約180 km。

## 整備の進捗状況
全国高速道路建設協議会による調査によると、2022年8月25日現在の整備進捗率は、高規格幹線道路全体で87%、高速自動車国道で79%(高速自動車国道に並行する一般国道自動車専用道路を含むと89%)、一般国道自動車専用道路（本州四国連絡道路を含む）で79%となっている。